# Canon van Nederland

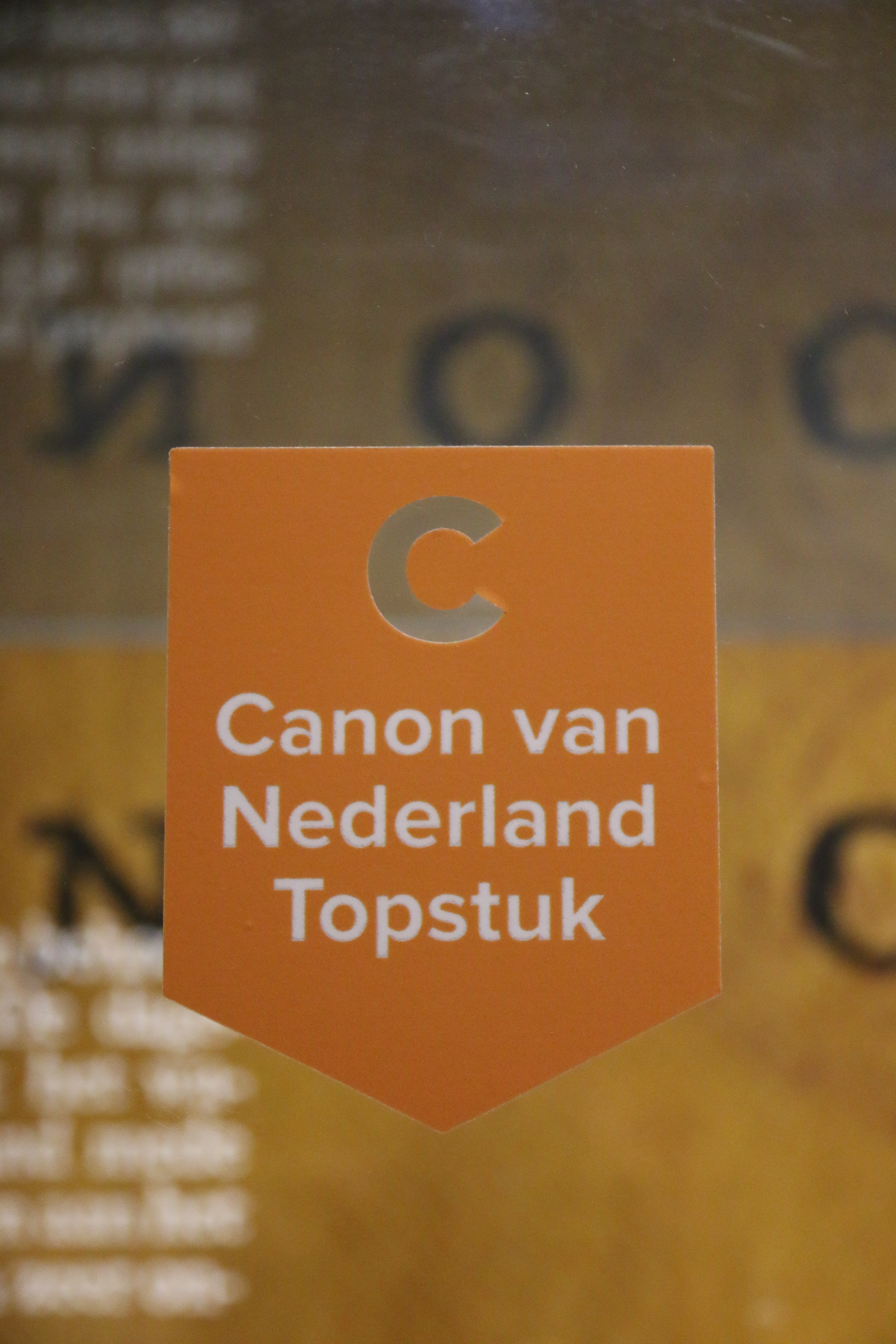
Canon van Nederland

Canon van Nederland (deutsch: Bildungskanon der Niederlande) ist eine aus fünfzig Informationssträngen bestehende Zusammenfassung der Geschichte der Niederlande für den Schulunterricht.

## Geschichte
Der Bildungskanon wurde im Auftrag des niederländischen Ministeriums für Bildung, Kultur und Wissenschaft unter der Leitung von Frits van Oostrom, einem Literaturwissenschaftler der Universität Utrecht, erstellt und am 2. Juli 2007 der Öffentlichkeit als „Bildungskanon für alle Niederländer“ vorgestellt. Er umfasst drei Hefte in einem Umfang von insgesamt 320 Seiten, eine graphische Wandkarte in verschiedenen Größen und eine interaktive Webseite.
Seit dem Schuljahr 2009/2010 ist der Kanon Bestandteil der niederländischen Lehrpläne der Grund- und weiterbildenden Schulen. Anhand von vierzehn Leitlinien geben fünfzig chronologisch geordnete Themen einen Überblick über die Geschichte der Niederlande und legen gleichzeitig die Inhalte des schulischen Geschichtsunterrichts fest.
Aus der Arbeitsgruppe hat sich die Stiftung entoen.nu unter der Leitung von Hubert Slings entwickelt, die das Informationsmaterial zur Verfügung stellt und die Webseite betreibt.

## Die fünfzig Themen
|    | Thema                                        | Zeitraum          | Beschreibung                                                                          |
| -- | -------------------------------------------- | ----------------- | ------------------------------------------------------------------------------------- |
| 1  | Hünengräber                                  | 3500–3000 v. Chr. | Frühe Landwirtschaft und Beginn der Agrargeschichte                                   |
| 2  | Der römische Limes                           | 47 bis ca. 400    | An der Grenze der römischen Welt                                                      |
| 3  | Willibrord                                   | 658–739           | Die Verbreitung des Christentums                                                      |
| 4  | Karl der Große                               | 742–814           | Der Kaiser des Abendlandes                                                            |
| 5  | Hebban olla vogala                           | ca. 1100          | Schriftliches Niederländisch                                                          |
| 6  | Floris V                                     | 1254–1296         | Ein holländischer Graf und unzufriedener Adel                                         |
| 7  | Die Hanse                                    | 1356 bis ca. 1450 | Niederdeutsche Handelsstädte                                                          |
| 8  | Erasmus                                      | 1466?–1536        | Ein internationaler Humanist                                                          |
| 9  | Karl V.                                      | 1500–1558         | Die Spanische Niederlande als administrative Einheit                                  |
| 10 | Der Bildersturm                              | 1566              | Burgundische Niederlande und die Reformation                                          |
| 11 | Wilhelm von Oranien                          | 1533–1584         | Vom Rebell zum „Vater des Vaterlandes“                                                |
| 12 | Die vereinigten Provinzen                    | 1588–1795         | Vorläufer der heutigen Niederlande                                                    |
| 13 | Die Niederländische Ostindien-Kompanie       | 1602–1799         | Expansion nach Übersee                                                                |
| 14 | Der Beemster                                 | 1612              | Niederlande und das Wasser                                                            |
| 15 | Der Amsterdamer Grachtengürtel               | 1613–1662         | Stadtentwicklung im Goldenen Zeitalter                                                |
| 16 | Hugo de Groot                                | 1583–1645         | Wegbereiter des modernen Völkerrechts                                                 |
| 17 | De Staatenbibel                              | 1637              | Das Buch der Bücher in seiner staatlich autorisierten Übersetzung ins Niederländische |
| 18 | Rembrandt                                    | 1606?–1669        | Der große Kunstmaler                                                                  |
| 19 | Der Atlas Maior van Joan Blaeu               | 1662              | Die Welt auf Karten                                                                   |
| 20 | Michiel de Ruyter                            | 1607–1676         | Admiral und Seeheld                                                                   |
| 21 | Christiaan Huygens                           | 1629–1695         | Die Wissenschaften im Goldenen Zeitalter                                              |
| 22 | Spinoza                                      | 1632–1677         | Auf der Suche nach der Wahrheit                                                       |
| 23 | Sklaverei                                    | ca. 1637–1863     | Menschenhandel und Ausbeutung in der Neuen Welt                                       |
| 24 | Buitenplaats (Gutshöfe als Sommerresidenzen) | 17. und 18. Jhd.  | Reich wohnen außerhalb der Stadt                                                      |
| 25 | Eise Eisinga                                 | 1744–1828         | Die Aufklärung der Niederlande                                                        |
| 26 | De Patriotten (politische Reformbewegung)    | 1780–1795         | Die Republik in der Krise                                                             |
| 27 | Napoleon Bonaparte                           | 1769–1821         | Die französische Zeit der Niederlande                                                 |
| 28 | Wilhelm I.                                   | 1772–1843         | Das Vereinigte Königreich der Niederlande                                             |
| 29 | Die erste Eisenbahn (HIJSM oder HSM)         | 1839              | Die Industrielle Revolution                                                           |
| 30 | Die Verfassung                               | 1848              | Das wichtigste Gesetz eines Staates                                                   |
| 31 | Max Havelaar                                 | 1860              | Anklage der Missstände in Niederländisch-Indien                                       |
| 32 | Kinderarbeit                                 | 19. Jhd.          | Arbeitsplatz out, Schule in                                                           |
| 33 | Vincent van Gogh                             | 1853–1890         | De moderne Künstler                                                                   |
| 34 | Aletta Jacobs                                | 1854–1929         | Emanzipation                                                                          |
| 35 | Der Erste Weltkrieg                          | 1914–1918         | Krieg und Neutralität                                                                 |
| 36 | De Stijl                                     | 1917–1931         | Revolution in Stil und Design                                                         |
| 37 | De Weltwirtschaftskrise                      | 1929–1940         | Das Leben während der großen Depression                                               |
| 38 | Der Zweite Weltkrieg                         | 1939–1945         | Besetzung und Befreiung                                                               |
| 39 | Anne Frank                                   | 1929–1945         | Judenverfolgung                                                                       |
| 40 | Indonesien                                   | 1945–1949         | Eine Kolonie befreit sich                                                             |
| 41 | Willem Drees                                 | 1886–1988         | Der Vorsorgungsstaat                                                                  |
| 42 | Die Flutkatastrophe von 1953                 | 1. Februar 1953   | Die Todesdrohung des Wassers                                                          |
| 43 | Das Fernsehen                                | ab 1948           | Der Durchbruch eines Massenmediums                                                    |
| 44 | Der Hafen von Rotterdam                      | ab ca. 1880       | Das Tor zur Welt                                                                      |
| 45 | Annie M. G. Schmidt                          | 1911–1995         | Gegen den Strich in einem bürgerlichen Land                                           |
| 46 | Suriname und die Niederländischen Antillen   | ab 1945           | Dekolonisation der Karibik                                                            |
| 47 | Das Massaker von Srebrenica                  | 1995              | Das Dilemma klassischer friedenserhaltender Missionen                                 |
| 48 | Integration                                  | ab 1945           | Die multikulturelle Gesellschaft                                                      |
| 49 | De Erdgas-Vorhaben in den Niederlanden       | 1959–2030?        | Ein begrenzter Schatz                                                                 |
| 50 | Europa                                       | ab 1945           | Niederländer und Europäer                                                             |